# Гощанський полк
Гощанський полк — козацько-міщансько-селянська військова одиниця у часи повстання під проводом Богдана Хмельницького. Утворений в липні–серпні 1648 року у Луцькому повіті Волинського воєводства. Сформований війтом Іваном Куковським (Кукольник-Листопад) із мешканців містечка Гоща та навколишніх сіл, які влилися в соціальну й національно-визвольну боротьбу проти польсько-шляхетського панування. Повстанці зруйнували маєток князя Адама Кисіля в Гощі та виступили на підтримку війська Богдана Хмельницького, що діяло в той час на Волині. Гощанський полк надав допомогу полку Максима Кривоноса, брав участь у боях, що відбувалися в районі між Гощею та Берездовим (нині село Шепетівського району), на околицях с. Тинна (нині село Дунаєвецького району, обидва Хмельницької області), у Пилявецькій битві 1648 року, поході Богдана Хмельницького до Львова (1649). Після Зборівського договору Криму з Польщею від 8 серпня 1649 року Гощанський полк припинив своє існування.